# 春待ちソレイユ
『春待ちソレイユ』（はるまちソレイユ）は、田村ゆかりの9枚目のオリジナルアルバム。2011年12月21日にキングレコードから発売された。

## 解説
前作『シトロンの雨』から1年3か月ぶりのリリース。シングル曲「プラチナLover's Day」「Endless Story」を含む全14曲収録のオリジナルアルバム。
通常盤と初回盤の2種形態でリリースされ、後者にはシングル曲「プラチナLover's Day」「Endless Story」と本作のリード曲「アイ マイ ボーダー」のPV、メイキング映像を収録したDVD、ミニ写真集が同梱されたスペシャルパッケージ仕様となっており、前作同様ジャケットデザインはそれぞれ異なっている。
本作を携えたコンサートツアー『アニメロミックス presents 田村ゆかり LOVE ♡ LIVE 2012 *I Love Rabbit*』が2012年1月29日から2月26日まで開催された。
『シトロンの雨』と同様に秋葉原などでアドトレーラーが運行されている。

### 主な記録
2012年1月2日付のオリコン週間アルバムチャートで9位を獲得。初動売上は2.1万枚を記録した。田村の作品のオリコンアルバムチャートTOP10入りは7枚目の『木漏れ日の花冠』以来3作連続。

## 収録曲
1. アイ マイ ボーダー [4:05]
  - 作詞：ふじのマナミ、作曲・編曲：太田雅友
  - TBS『アッコにおまかせ!』2011年12月〜2012年1月度エンディングテーマ[6]
  - TBS『開運音楽堂』2012年1月度POWER PLAY
  - 文化放送系ラジオ『田村ゆかりのいたずら黒うさぎ』オープニングテーマ（2011年12月 - ）
  - Oh!sama TV『喫茶 黒うさぎ〜秘密の小部屋〜』オープニングテーマ（#222 -）
2. ねぇ恋しちゃったかな [4:01]
  - 作詞：松井五郎、作曲・編曲：小松一也
3. MERRY MERRY MERRY MENU…ね! [3:26]
  - 作詞：畑亜貴、作曲・編曲：小松一也
4. 真新しいカレンダー [3:48]
  - 作詞：村野直球、作曲・編曲：太田雅友
5. 雨音はモノクローム [5:04]
  - 作詞：松井五郎、作曲：太田雅友、編曲：中西亮輔
6. トラウマの耳たぶ [4:50]
  - 作詞：松井五郎、作曲・編曲：太田雅友
7. 滑空の果てのイノセント [4:49]
  - 作詞：松井五郎、作曲・編曲：太田雅友
  - PSPゲーム『魔法少女リリカルなのはA's PORTABLE -THE GEARS OF DESTINY-』エンディングテーマ
8. Endless Story [3:46]
  - 作詞：松井五郎、作曲・編曲：太田雅友
  - テレビアニメ『C³ -シーキューブ-』前期オープニングテーマ
9. if [5:32]
  - 作詞：村野直球、作曲：太田雅友、編曲：太田雅友・EFFY
10. プラチナLover's Day [3:54]
  - 作詞：松井五郎、作曲・編曲：太田雅友
11. Sympathy of Love [4:52]
  - 作詞：松井五郎、作曲・編曲：太田雅友
  - テレビアニメ『C³ -シーキューブ-』後期エンディングテーマ
12. ほんのり桜色 [4:06]
  - 作詞：松井五郎、作曲・編曲：田中隼人
13. チアガール in my heart [3:46]
  - 作詞：松井五郎、作曲・編曲：太田雅友
14. 好き…でもリベンジ  [4:19]
  - 作詞：松井五郎、作曲・編曲：太田雅友